# Акклиматизация
Акклиматиза́ция (от лат. ac (ad) — к, для и др.-греч. κλίμα — климат) — приспособление организмов к новым условиям существования после территориального, искусственного или естественного перемещения с образованием стабильных воспроизводящихся групп организмов (популяций); частным случаем акклиматизации является реакклиматизация — приспособление организмов к местности, из которой они по каким-либо причинам исчезли. Естественная акклиматизация, как правило, обусловлена случайными причинами (заносы семян, спор, насекомых ветром и т. п.).

## Акклиматизация в жарких климатах
Акклиматизация в жарком климате может сопровождаться потерей аппетита, расстройством деятельности кишечника, нарушением сна, понижением сопротивляемости к инфекционным заболеваниям. Отмеченные функциональные отклонения обусловливаются нарушением водно-солевого обмена. Снижается мышечный тонус, увеличивается потоотделение, понижается мочевыделение, учащаются дыхание, пульс и другое. По мере увеличения влажности воздуха напряжение механизмов адаптации возрастает. Наиболее тягостна для человека акклиматизация в экваториальном климате влажных тропических лесов и сухих пустынь. Перегревание тела может вызвать тепловой удар, тепловое истощение, а при большом выделении с по́том минеральных веществ — тепловые судороги. Для улучшения самочувствия соблюдают водно-солевой режим, рациональное питание, носят одежду с теплоизоляционными свойствами, в помещениях устанавливают кондиционеры. С течением времени повышается выносливость к высокой температуре и влажности, нормализуется обмен веществ и другие физиологические функции. В течение первого месяца акклиматизации пульс при физической работе снижается на 20—30 ударов в минуту, а температура тела — на 0,5—1 °C по сравнению с первыми днями пребывания в новых климатических условиях. Завершение акклиматизации наступает через более длительное время, иногда исчисляемое годами.

## Акклиматизация в экстремально холодных климатах
Климатическую экстремальность для условий проживания населения в экстремально-холодных климатах создают:
- Большая повторяемость (45—65 % дней за год) низких отрицательных температур.
- Недостаток или полное отсутствие (полярная ночь) солнечной радиации зимой.
- Избыток (полярный день) солнечной радиации летом.
- Преобладание пасмурной погоды (140—150 дней за год).
- Сильный ветер с частыми низовыми метелями.

Продолжительность тёплого периода на Северном полюсе составляет около 1 месяца, на побережье Арктики — 2—3 месяца. Период ультрафиолетовых сумерек продолжается бо́льшую часть года. За счёт постоянно сильного ветра и метелей в зимний период ионизация воздуха достигает аномально высоких значений. В этом климате несколько повышена космическая радиация, часто возникают магнитные бури, полярные сияния, что вносит особое своеобразие в эффекты акклиматизации. Полная ультрафиолетовая ночь продолжается 3—4 месяца. Поэтому взрослые жители арктической и субарктической зоны в общем не страдают от ультрафиолетовой избыточности, за исключением тех случаев, когда по образу жизни в короткое время весны и лета получают достаточную дозу прямого и рассеянного ультрафиолетового облучения.
Условия полярного дня и ночи не являются безразличными для людей, создавая соответственное удлинение периода дневного торможения или удлинение фазы ночного возбуждения. Ряд авторов отмечает явное снижение основного обмена в полярный день и его возрастание в полярную ночь.

### Морфофизиологические приспособления аборигенов
Здесь эволюционные приспособления были направлены на преодоление стрессовых ситуаций, связанных с холодовым дискомфортом. Для коренного населения Крайнего Севера характерны высокая плотность тела, большое развитие костно-мышечной массы, прочный скелет в сочетании с повышенной гамма-глобулиновой фракцией сыворотки крови, усиливающей иммунные свойства организма. Также выделяется преимущественно цилиндрическая форма грудной клетки.
Из физиологических приспособлений отмечаются высокая вентиляционная способность лёгких, повышенное содержание гемоглобина в крови, неординарная способность к окислению жиров, усиление энергетических процессов и терморегулирующих свойств, более высокая стабильность уровня метаболизма в условиях переохлаждения.
К отличающим морфофизиологическим приспособлениям аборигенов Арктического пояса также относятся:
- Большое наполнение тканей крови и её более интенсивная циркуляция.
- Повышенная теплопродукция и основной обмен.
- Слабая чувствительность кожи лица и рук к температурным раздражителям, в частности, к холоду.

Важной отличительной особенностью адаптационных приспособлений коренных жителей в Арктике является исключительно малая изменчивость рассматриваемых признаков в родственных по этническому составу группах населения.

### Особенности акклиматизации приезжих
Многочисленные публикации по акклиматизации пришлого населения Севера приводят к заключению, что организм человека в условии низких температур пользуется различными способами приспособления. За первыми ориентировочными и условно-рефлекторными реакциями следуют более стойкие дифференцированные терморегуляционные приспособления (физическая и химическая терморегуляция). У многих лиц, акклиматизирующихся в высоких широтах, отмечаются усиление деятельности сердечно-сосудистой и дыхательной системы с преобладанием соответствующих реакций большого и малого круга кровообращения.
Первый год пребывания молодых людей 19—23 лет сопровождается некоторым понижением у них артериального давления, ощущением так называемой «полярной одышки». Усиление употребления кислорода, обеспечивающее повышение обмена веществ, связано с сократительным и несократительным термогенезом (дрожью). Исследования показывают, что у приезжих тепловой эффект в организме на единицу электрической активности мышц становится в 3—4 раза выше. В теплообразовании, кроме мышечной массы, принимают участие и все работающие внутренние органы, особенно печень. В морозные погоды повышается гормональная роль химической терморегуляции.
Развитие детей и подростков в климатических условиях высоких широт характеризуется некоторыми особенностями. Даже в суровых местах Крайнего Севера возможны нормальное внутриутробное развитие плода и рождение детей с высоким потенциалом жизнестойкости, если мать достаточно акклиматизирована. Наибольшее тормозящее действие на рост детей суровый климат оказывает в первый год после рождения. Как правило, это происходит из-за недостатка витамина роста D3, а также других витаминов группы C и D, P, B2 и РР, необходимых для функционирования обменных окислительно-восстановительных процессов.

### Специфика заболеваний
Витаминная и связанная с ней иммунно-биологическая недостаточность естественно отражаются на общей сопротивляемости организма и являются предрасполагающими факторами к возникновению или ухудшению течения самых различных заболеваний, в том числе и инфекционных.
Структура заболеваний, как местного, так и пришлого населения определяется в первую очередь эффектом холодового синдрома: получение острой и хронической холодовой травмы в виде различных воспалительных процессов (бронхит, артрит, неврит, нейроваскулит, «холодовая болезнь»), заболевание центральной нервной системы, ознобление, обморожение, а в отдельных случаях (при нарушении техники безопасности) и замерзание.
Для особенностей заболеваний и здоровья коренного населения характерна меньшая частота простудных заболеваний. В силу постоянного напряжения физиологических систем организма отмечается более короткая, чем это можно было ожидать, продолжительность жизни по сравнению с жителями умеренных районов. Особенности заболеваний пришлого населения включают увеличение числа простудных заболеваний (40 % против 30 % в умеренном поясе). Из-за чрезмерного охлаждения и после 5-летнего пребывания весьма часты заболевания пневмонией, гипертонией, даже у сравнительно молодых людей (северный вариант заболевания). У приезжих отмечается повышение дней нетрудоспособности (в 2 раза по сравнению с жителями умеренного пояса), большой процент заболеваемости на фоне коренного населения, даже у лиц адаптировавшихся к условиям севера через 10—20 лет.
Также следует отметить так называемый «синдром полярного напряжения», включающий тревожность, нервозность, эффекты своеобразной гипоксии (кислородного голодания) с последующей одышкой, с элементами полярно-ночной бессонницы или полярно-дневной сонливости, как следствие совокупного воздействия «бесконечности» полярного дня или ночи, космических, геомагнитных и метеорологических факторов.

### Меры профилактики
К мероприятиям, способствующим приспособлению человека к жизни в условиях Севера, относятся следующие социальные и биологические меры защиты:
- нельзя находиться долго на холоде;
- активные меры закаливания с целью активизации пассивного процесса акклиматизации, в особенности приёма воздушных ванн на открытом воздухе, через окна жилищ или в специальных павильонах;
- высокий уровень организации санитарно-профилактического обслуживания и питания.